# Иживцы
И́живцы (укр. Їжівці) — село в Чудейской сельской общине Черновицкого района Черновицкой области Украины.
Население по переписи 2001 года составляло 3379 человек. Почтовый индекс — 59033. Телефонный код — 3735.

## История
В 1946 г. Указом ПВС УССР село Ижешты переименовано в Ижевцы.
До 2020 года входило в Сторожинецкий район